# Polygonatum × buschianum
Polygonatum × buschianum là một loài thực vật có hoa lai ghép trong họ Asparagaceae. Loài này được Tzvelev miêu tả khoa học đầu tiên năm 1979.